# Johannes Gardelöf
Johannes Gardelöf, född 27 december 1975, är en svensk motorjournalist bosatt i Hultsfred, som via nyhetsbyrån CNP - Car News & Pictures, i mars 2009 nådde 3,5 miljoner läsare  enligt Riksmedia. Han  tilldelades 2014 hedersmedlemskap i Motorjournalisternas Klubb.
Gardelöf började med att skriva historik om bilar i Vimmerby Tidning som 17-åring men hade redan som tonåring skapat sig ett brett kontaktnät genom att brevväxla med flera sport- och lyxbilsmärken. Han började att provköra nya bilar direkt efter att körkortet avklarats och blev som 18-åring inbjuden till såväl Bugatti som Ferrari, vilket uppmärksammades i tidningen Expressens dåvarande helgmagasin.
19 år gammal blev han motorredaktör för Tidningarnas Telegrambyrå i Göteborg och 1996 startade han landets första bilnyhetsbyrå. 2018 förser CNP - Car News & Pictures drygt 100 tidningar med bil- och motormaterial och Riksmedia uppgav i mars 2009 att han når 3,5 miljoner läsare varje vecka .
Johannes Gardelöf sitter med i juryn för Årets Familjebil och tilldelades 2014 hedersmedlemskap i Motorjournalisternas Klubb för sina insatser.
2017 var han tillsammans med Carl-Ingemar Perstad initiativtagare till ett museum i Målilla om det svenska tv-programmet Trafikmagasinet. 
2023 var Johannes Gardelöf konferencier för Svenska Kungsrallyt med Kung Carl XVI Gustaf  och Drottning Silvia som deltagare. Temat var "Kungen - 60 år bakom ratten". 

## Priser och utmärkelser
- Årets Företagare 2006
- Hedersmedlem i Motorjournalisternas Klubb 2014
- Sveriges Hembygdsförbunds Hedersnål 2017
- Hedersmedlem i Målilla Hembygdsförening 2017
- Rotary International - Paul Harris Fellow 2022